# Barenton-Cel
Barenton-Cel – miejscowość i gmina we Francji, w regionie Hauts-de-France, w departamencie Aisne.
Według danych na styczeń 2014 roku gminę zamieszkiwały 133 osoby, a gęstość zaludnienia wynosiła 19,8 osób/km².